# 리오 섹스턴
리오 조지프 섹스턴(Leo Joseph Sexton, 1909년 8월 27일 ~ 1968년 9월 6일)은 미국의 육상 선수로 주로 포환던지기에서 활약했다.
매사추세츠주 댄버스에서 태어나 오클라호마주 페리에서 사망하였다.
조지타운 대학교에서 수학한 섹스턴은 1932년 로스앤젤레스 올림픽에 나가 포환던지기의 금메달을 획득하였다. 그는 1932년 1개월 가까이 이 종목에서 세계 기록 보유자였다.